# پاتریک روبت
پاتریک روبت (انگلیسی: Patrick Robeet؛ زادهٔ ۱۰ اکتبر ۱۹۶۴) دوچرخه‌سوار اهل بلژیک است.